# Bodenstraße
De Bodenstraße (L75) is een 5,32 kilometer lange Landesstraße (lokale weg) in het district Innsbruck Land in de Oostenrijkse deelstaat Tirol. De weg is een zijweg van de Seefelder Straße (B177) en begint net ten zuiden van Gießenbach (1012 m.ü.A., gemeente Scharnitz) om vervolgens in zuidwestelijke richting door een dal, Durch den Boden. Daar komt de weg uit op de Landesstraße Leutascher Straße (L14) tussen Neuleutasch (1217 m.ü.A.) en Weidach (1106 m.ü.A.), allebei kernen in de gemeente Leutasch. Het beheer van de straat valt onder de Straßenmeisterei Zirl.